# Gyulagarak
Gyulagarak är en ort i Armenien.   Den ligger i provinsen Lori, i den nordvästra delen av landet, 90 kilometer norr om huvudstaden Jerevan. Gyulagarak ligger 1 366 meter över havet och antalet invånare är 2 109.
Terrängen runt Gyulagarak är varierad. Runt Gyulagarak är det ganska tätbefolkat, med 96 invånare per kvadratkilometer.. Närmaste större samhälle är Vanadzor, 18,1 kilometer söder om Gyulagarak.
Trakten runt Gyulagarak består till största delen av jordbruksmark.